# استیون ریریچ
استیون ریریچ (به انگلیسی: Stephen Rerych) (زادهٔ ۱۴ مهٔ ۱۹۴۶) شناگر اهل ایالات متحده آمریکا است.